# Мокрокалигірська волость
Мокрокалигірська волость — адміністративно-територіальна одиниця Звенигородського повіту Київської губернії з центром у селі Мокра Калигірка.
Станом на 1886 рік складалася з 14 поселень, 10 сільських громад. Населення — 7702 особи (3476 чоловічої статі та 4226 — жіночої), 890  дворових господарство.
|                     | Площа, десятин | У тому числі орної, дес. |
| ------------------- | -------------- | ------------------------ |
| Сільських громад    | 4397           | 3686                     |
| Приватної власності | 13670          | 10677                    |
| Іншої власності     | 287            | 240                      |
| Загалом             | 18354          | 14603                    |

Поселення волості:
- Мокра Калигірка (Велика Калигірка) — колишнє власницьке містечко за 35 верст від повітового міста, 1189 осіб, 196 дворів, православна церква, єврейський молитовний будинок, постоялий двір, 3 постоялих будинки, 30 лавок, базари, 9 вітряних млинів, бурякоцукровий завод.
- Єлизаветка — колишнє власницьке село при річці Калигірка, 505 осіб, 75 дворів, школа, водяний і 8 вітряних млинів.
- Коротине — колишнє власницьке село, 401 особа, 64 двори, православна церква, постоялий будинок, 3 вітряних млини.
- Суха Калигірка (Мала Калигірка) — колишнє власницьке село, 909 осіб, 150 дворів, православна церква, 4 вітряних млини.
- Ярославка (Сучок) — колишнє власницьке село при річках Товмач і Лип'янка, 750 осіб, 109 дворів, православна церква, постоялий будинок, водяний і 4 вітряних млини.
- Ярошівка — колишнє власницьке село при річці Вись, 789 осіб, 113 дворів, православна церква, постоялий будинок, 5 вітряних млинів, винокурний завод.

Старшинами волості були:
- 1909—1913 роках — Максим Фадійович Ласун[2],[3],[4],[5];
- 1915 року — Порфирій Карноушенко[6].